# Kabinet-Bliznasjki
Het kabinet-Bliznasjki was het negentigste en tevens waarnemend en technocratisch kabinet van Bulgarije. Het kabinet werd op 6 augustus geïnstalleerd, na het aftreden van het kabinet-Oresjarski. Het kabinet werd geleid door minister-president Georgi Bliznasjki en door president Rosen Plevneliev gevormd om te regeren tot er een nieuw kabinet was. Op 7 november 2014 trad het kabinet-Borisov II aan, door het aantreden van dit kabinet verviel automatisch het mandaat van het kabinet-Bliznasjki.

## Ministers
| Ministerie                                                            | Minister             | Partij        |
| --------------------------------------------------------------------- | -------------------- | ------------- |
| Minister-president                                                    | Georgi Bliznasjki    | Onafhankelijk |
| Vice-premier en minister van Regionale Ontwikkeling en Infrastructuur | Ekaterina Zacharieva | Onafhankelijk |
| Vice-premier en minister van Arbeid en Sociale Zaken                  | Jordan Christoskov   | Onafhankelijk |
| Vice-premier en minister van Justitie                                 | Christo Ivanov       | Onafhankelijk |
| Vice-premier en minister van Europese Zaken                           | Ilijana Tsanova      | Onafhankelijk |
| Minister van Binnenlandse Zaken                                       | Jordan Bakalov       | Onafhankelijk |
| Minister van Buitenlandse Zaken                                       | Daniel Mitov         | Onafhankelijk |
| Minister van Financiën                                                | Roemen Porozjanov    | Onafhankelijk |
| Minister van Economische Zaken en Energie                             | Vasil Sjtonov        | Onafhankelijk |
| Minister van Onderwijs en Wetenschappen                               | Roemjana Kolarova    | Onafhankelijk |
| Minister van Defensie                                                 | Velizar Sjalamanov   | Onafhankelijk |
| Minister van Landbouw en Voedsel                                      | Vasil Groedev        | Onafhankelijk |
| Minister van Transport, Informatie, Technology en Communicatie        | Nikolina Angelkova   | Onafhankelijk |
| Minister van Volksgezondheid                                          | Miroslav Nenkov      | Onafhankelijk |
| Minister van Cultuur                                                  | Martin Ivanov        | Onafhankelijk |
| Minister van Jeugd en Sport                                           | Evgenia Radanova     | Onafhankelijk |

## Minister voor Verkiezingen
Voor de presentatie van het kabinet was het de verwachting dat president Plevneliev ook een minister voor Verkiezingen zou introduceren. Echter bleek dat tijdens de presentatie dat er geen minister voor Verkiezingen was. Vier dagen later echter -op 9 augustus- introduceerde Plevneliev alsnog een minister voor Verkiezingen, hij stelde daarvoor Krasimira Medarova aan. Deze rechter en oud lid van de Centrale Kiesraad moest gevoelige kwesties rondt de verkiezingen wegnemen en zorg dragen voor de organisatie. Één dag na haar aanstelling zag Medarova af van haar nieuwe functie. Dit deed ze omdat er tumult was ontstaan rondt haar benoeming, mensen dachten dat ze niet genoeg onafhankelijk was door haar vorige baan als voorzitter van de Centrale Kiesraad. Tijdens haar voorzitterschap daar werd er namelijk een grote partij valse stemformulieren gevonden in een loods, welke gebruikt konden worden om de uitslag te manipuleren. Omdat haar aanblijven kon leiden tot 'vragen over de eerlijkheid van de verkiezingen' koos ze ervoor om haar ontslag in te dienen. Uiteindelijk is er besloten geen minister voor Verkiezingen te benoemen, premier Bliznasjki zag uiteindelijk zelf toe op de goede organisatie van de verkiezingen.

## Comité voor Staatsveiligheid
Volgens verschillende mediabronnen is het kabinet-Bliznasjki, het eerste kabinet na de val van het Volksrepubliek Bulgarije zonder voormalig agenten van het Comité voor Staatsveiligheid erin. Het Comité voor Staatsveiligheid was de Bulgaarse geheime dienst ten tijde van de communistische regering in Bulgarije, het was het equivalent van de Russische KGB.